# Apostes en línia

Imatge d'una varietat de jocs d'apostes visualment similars per a representar un casino.

Les apostes en línia, també conegudes com apostes online, engloben qualsevol tipus de joc d'aposta realitzat a través d'internet. Això abasta des del pòquer fins als casinos i les apostes esportives. El primer lloc web d'apostes accessible al gran públic va començar a oferir bitllets de loteria per a la Loteria Internacional de Liechtenstein el mes d'octubre de 1994. Actualment, es calcula que el mercat de les apostes en línia mou uns 40 mil milions de dòlars anualment a nivell mundial, segons diverses estimacions.
Diversos països imposen restriccions o directament prohibeixen el joc en línia, tot i que aquest és legal en certs estats dels Estats Units, algunes províncies de Canadà, la major part dels països de la Unió Europea i diverses nacions del Carib.
En els mercats on el joc en línia està regulat legalment, els proveïdors de serveis d'apostes online estan obligats per llei a obtenir llicències per oferir els seus serveis o publicitar-se. Això es pot veure en organismes com la Comissió d'Apostes del Regne Unit o la Taula de Control d'Apostes de Pennsylvania als Estats Units.
Nombrosos casinos i empreses d'apostes en línia opten per establir-se en paradisos fiscals propers als seus principals mercats. Entre aquests llocs es troben Gibraltar, Malta i Alderney a Europa; i a Àsia, la Regió Administrativa Especial de Macau, que durant molt de temps ha estat considerada un refugi fiscal i un lloc d'elecció per a operadors de jocs en la regió. Tanmateix, en 2018, la Unió Europea va eliminar Macau de la seva llista negra de paradisos fiscals.

## Història
L'any 1994, Antigua i Barbuda van promulgar la Llei de Processament i Comerç Lliure, la qual va permetre a les organitzacions sol·licitar llicències per obrir establiments de casino en línia. Abans de l'aparició dels casinos en línia, el primer programari d'apostes completament operatiu va ser desenvolupat per Microgaming, una empresa de programari situada a l'Illa de Man. Aquesta innovació va ser complementada amb el programari de seguretat elaborat per CryptoLogic, una empresa especialitzada en seguretat informàtica. Aquestes avanços van fer possible la realització de transaccions segures en línia, marcant el naixement dels primers casinos en línia durant el mateix any, 1994.
L'any 1996 es va establir la Comissió de Jocs de Kahnawake, la qual va regular les apostes en línia dins del territori Mohawk de Kahnawake, emetent llicències per a molts casinos i llocs de pòquer en línia arreu del món. Això es va fer en un intent de mantenir les operacions de les organitzacions d'apostes en línia justes i transparents.
Cap al final de la dècada dels noranta, les apostes en línia van començar a guanyar popularitat; només hi havia quinze llocs web de joc el 1996, però aquesta xifra va augmentar a 200 llocs web l'any següent. Un informe de Frost & Sullivan va revelar que els ingressos de les apostes en línia havien superat els 830 milions de dòlars només el 1998. Aquest mateix any es va introduir la primera sala de pòquer en línia. Poc després, el 1999, es va introduir al Senat dels Estats Units l'Acta de Prohibició de les Apostes per Internet, la qual proposava que cap empresa pogués oferir productes d'apostes en línia als ciutadans estatunidencs. No obstant això, no va ser aprovada. Les apostes en línia multijugador també van ser introduïdes el 1999.
L'any 2000, el Govern Federal australià va aprovar l'Acta Moratòria de les Apostes Interactives, declarant il·legals tots els casinos en línia no autoritzats i que operaven abans del maig de 2000. Això va fer que el casino en línia Lasseter es convertís en l'únic casino en línia que podia operar legalment a Austràlia; tot i això, no li estava permès acceptar apostes dels ciutadans australians.
Per l'any 2001, el nombre estimat de persones que havien participat en apostes en línia va augmentar a 8 milions, i el creixement va continuar, malgrat els continus desafiaments legals contra les apostes en línia.
L'any 2008, H2 Gambling Capital va estimar que els ingressos globals del joc en línia eren de 21 mil milions de dòlars.
El 2016, Statista va pronosticar que el mercat del joc en línia arribaria als 45.86 mil milions de dòlars, creixent fins a 56.05 mil milions de dòlars el 2018.

## La confiança dels jugadors
En molts mercats legals, els proveïdors de serveis de jocs d'atzar en línia estan obligats per llei a tenir una certa forma de llicència per oferir serveis o publicitat als residents. Alguns exemples d’aquests organismes són la Comissió de Joc del Regne Unit o el Consell de Control de Jocs d’Apostes de Pennsilvània als Estats Units.
La manca de confiança en els sistemes de pagament i la seguretat són les principals raons per evitar els jocs d'atzar en línia. A causa de la naturalesa virtual dels jocs d'atzar en línia, és difícil per als jugadors verificar l'autenticitat dels llocs webs que utilitzen. Al Regne Unit, la Comissió de Joc (GC) requereix que les probabilitats de guanyar es mostrin clarament per a les màquines escurabutxaques no remotes, habitualment en forma de percentatge de retorn al jugador (%RTP). Aquesta norma té com a objectiu promoure la transparència i ajudar els usuaris a prendre decisions de joc més informades. A diferència dels casinos físics, l'atzar i el barrejament de la baralla no es poden comprovar per mitjans visuals, si el casino no és provadament just. Els jugadors interactuen amb altres jugadors a través d'interfícies gràfiques que es connecten al servidor del lloc d'apostes de manera no transparent. En una enquesta en línia de 10.838 jugadors de casino i pòquer en línia de més de 96 països, els enquestats van informar d'un alt nivell de desconfiança en els jocs d'atzar en línia. El 91,5% consideraven que els informes autoritzats de tercers sobre l'atzar i els pagaments són importants per guanyar la seva confiança. Per tant, abans de començar a jugar, és recomanable estudiar la plataforma, comprovar la presència de llicències, llegir opinions d'altres usuaris i estudiar les condicions per retirar fons. No obstant això, estudis contraris mostren que els signes d'aprovació emesos per aquestes terceres parts no tenen un fort impacte en el comportament de compra, i els clients habitualment no saben de la seva existència.